# Babar Azam
Pour les articles homonymes, voir Azam.
Babar Azam, né le 15 octobre 1994 à Lahore au Pakistan, est un joueur de cricket international pakistanais évoluant au poste de batteur et jouant  de la main droite.

## Biographie
Capitaine de l'équipe du Pakistan de cricket, Babar Azam est considéré comme l'un des meilleurs batteurs du monde au début des années 2020. En avril 2021, il prend la première place du classement des meilleurs batteurs de cricket en ODI, devançant Virat Kohli. Contre l'Australie, il réussit à marquer 196 courses pour obtenir le match nul.